# Alene
Alene è un singolo della cantante danese Medina, pubblicato il 22 ottobre 2007 dall'etichetta discografica At:tack. Il brano è incluso nell'album di debutto della cantante, Tæt på.

## Tracce
Download digitale
1. Alene - 4:17